# Tegrodera
Tegrodera là một chi bọ cánh cứng trong họ Meloidae.
Chi này được miêu tả khoa học năm 1851 bởi LeConte.

## Các loài
Các loài trong chi này gồm:
- Tegrodera aloga Skinner, 1903
- Tegrodera erosa LeConte, 1851
- Tegrodera latecincta Horn, 1891